# Pavel Vrba (Fußballspieler, 1963)
Pavel Vrba (* 6. Dezember 1963 in Přerov, Tschechoslowakei) ist ein ehemaliger tschechoslowakischer bzw. tschechischer Fußballspieler und heutiger -trainer.

## Karriere
Mit Viktoria Pilsen konnte Vrba im Jahr 2011 die tschechische Fußballmeisterschaft gewinnen. Diesen Erfolg wiederholte er im Jahr 2013. Am 1. Januar 2014 erhörte Vrba den Ruf des tschechischen Fußballverbandes und wurde Trainer der Nationalmannschaft. Diese Arbeit verlief erfolgreich. Als Gruppensieger qualifizierten sich die Tschechen für die Europameisterschaft 2016. Dort aber kam die Mannschaft nicht über die Vorrunde hinaus. Vrba nahm anschließend von sich aus den Hut, stieg aus dem bis Ende 2017 laufenden Vertrag aus und heuerte bei Anschi Machatschkala an.